# NGC 1828
NGC 1828 is een open sterrenhoop in het sterrenbeeld Goudvis. Het hemelobject werd op 28 december 1834 ontdekt door de Britse astronoom John Herschel.

## Synoniemen
- ESO 56-SC54